# Горьківська залізниця
Горьківська залізниця (філія РЖД) пролягає територією Нижньогородської, Владимирської, Кіровської, Рязанської областей і республік: Мордовія, Чувашія, Удмуртія, Татарстан, Марій-Ел. Гілка Агриз-Солдатка проходить територією Пермського краю, Свердловської областей і Республіки Башкортостан. Управління залізниці в Нижньому Новгороді.
У нинішні межі залізниці входять дільниці Горьківської і Казанської залізниць, які були утворені з Московсько-Нижньогородської, Московсько-Казанської, В'ятсько-Двинської залізниць.
Загальна довжина — 5734 км. Загальна розгорнута довжина колії — 12 086 км.
В 2007 залізниця перевезла 112441 контейнер, (з них 30980 великотоннажних). Завантаження у контейнери становила 907,6 тисяч тонн вантажу (з них 621,3 тисяч тонн у великотоннажі).

## Історія
Перші проекти будівництва Нижньогородської залізниці відносяться до 1830-х років. Будівництво мережі залізниць, де однію перших була Московсько-Нижньогородська, Росія змогла розпочати лише наприкінці 1850-х років.
Будівництво велося на двох ділянках. На ділянці Москва — Владимир роботи почалися в першій половині травня 1858. На дільниці Владимир — Нижній Новгород будівництво розгорнулося тільки з весни 1859. Офіційне відкриття руху поїздів на відстані 177 верст від Москви до Владимира відбулося влітку 1861. Значно повільнішими темпами йшли будівельні роботи на дільниці Владимир-Нижній Новгород. Будівництво цієї частини залізниці велося ще понад рік. Повністю Московсько-Нижньогородська залізниця була відкрита для руху 1 серпня 1862. Через 30 років лінія Москва — Нижній Новгород стала двоколійною.
В 1864, щодня курсувало дві пари пасажирських поїздів повідомленням Москва ←→ Владимир і Москва ←→ Нижній Новгород. Поїздка від Москви до Владимира займала близько 6 годин 30 хвилин та 6 годин 15 хвилин влітку, до Нижнього Новгорода близько. 15 годин 15 хвилин та 14 годин 35 хвилин влітку. У дні роботи Нижньогородського ярмарку призначався додатковий потяг.
У березні 1880, почався рух по приєднаній до Нижньогородської Муромській лінії.
1 січня 1894, уряд викупив Московсько-Нижньогородську залізницю. Того ж року Муромська залізниця була об'єднана під одним управлінням з Московсько-Курською і Московсько-Нижньогородською залізницями.

## Відділення
- Муромське
- Горьківське
- Кіровське
- Казанське
- Іжевське